# Yang Chen
Yang Chen (chiń. upr. 杨晨; chiń. trad. 楊晨; pinyin Yáng Chén; ur. 17 stycznia 1974 w Pekinie) – były chiński piłkarz występujący na pozycji napastnika. W czasie swojej kariery piłkarskiej mierzył 185 cm wzrostu.

## Kariera klubowa
Yang pochodzi z Pekinu. Swoją zawodową karierę piłkarską rozpoczął w 1995 r. w miejscowym Guo’anie. W pierwszym sezonie tam spędzonym zagrał w 19 spotkaniach, natomiast w następnym już tylko w 10. Rok później Yang przeszedł do niemieckiego Eintrachtu Frankfurt. Został pierwszym Chińskim piłkarzem, który grał w Niemczech. Już po pierwszym sezonie tam spędzonym, w którym strzelił 8 goli i pomógł ekipie Orłów utrzymać się w Bundeslidze zrobił takie wrażenie, że nawet burmistrz Frankfurtu chciał aby przedłużył on kontrakt ze swoją drużyną. W roku 2000 Yang został wybrany przez Chińską Federację piłkarską jako najlepszy piłkarz roku. W Eintrachcie Yang grał do roku 2002 Następnie przeszedł na jeden sezon do FC St. Pauli. W barwach tej drużyny wystąpił w 20 ligowych pojedynkach i strzelił 2 bramki. W 2003 Chen powrócił do swojej ojczyzny do klubu Shenzhen Shangqingyin. Grał tam do roku 2005, kiedy to przeszedł do innej chińskiej drużyny – Xiamen Lanshi. Po jednym roku tam spędzonym Yang zakończył swoją karierę.

## Kariera reprezentacyjna
W reprezentacji swojego kraju Yang zadebiutował w roku 1998. Dwa lata później Velibor Milutinović powołał go do kadry na Puchar Azji. Na tym turnieju Chińczycy zajęli 4. miejsce a sam Yang zagrał we wszystkich spotkaniach swojej ekipy i strzelił 3 gole. W roku 2002 Yang znalazł się w 23-osobowym składzie Chin na Mundial. Jego reprezentacja na tym turnieju zajęła 4. miejsce w swojej grupie i nie awansowała do fazy pucharowej a Chen zagrał w dwóch meczach swojej ekipy. Łącznie w barwach narodowych wystąpił 26 razy i 11 razy wpisał się na listę strzelców.